# Paulo Henrique de Paranaguá
Paulo Henrique de Paranaguá (* 13. November 1922; † 1995) war ein brasilianischer Diplomat.

## Leben
Paulo Henrique de Paranaguá war der Sohn von Lina Lamberti Leão Teixeira (* 1. Oktober 1893 in Rio de Janeiro), Enkelin des Visconde de Cruzeiro, Jerónimo José Teixeira Júnior (* 25. November 1830 in Rio de Janeiro; † 26. Dezember 1892 in Rom) und Pedro de Paranaguá (* 16. Juni 1889 in Rio de Janeiro), Konsul zweiter Klasse, zu dessen Vorfahren João Lustosa da Cunha Paranaguá gehörte. Paulo Henrique de Paranaguá war mit der Accessoiredesignerin in Ipanema Glorinha Paranaguá (* 1929 in Rio de Janeiro; † 20. August 2019) verheiratet. Paulo Henrique de Paranaguá wurde zum Doktor der Rechte promoviert. 1948 wurde in Rio de Janeiro sein Sohn Paulo Antônio de Paranaguá geboren. Weitere Söhne sind der Architekt Pedro Paranaguá, Ricardo und Eduardo.
Ab 17. Januar 1949 war er unter Botschafter Milton de Freitas Almeida Gesandtschaftssekretär dritter Klasse in Buenos Aires. 1956 absolvierte er die Escola Superior de Guerra. Er wurde in Stockholm beschäftigt. Von 1958 bis 1961 war er Gesandtschaftssekretär erster Klasse in Madrid.
1966 war er der Zeremonienmeister des brasilianischen Präsidialamtes. 1970 war er Geschäftsträger in Paris. Von 1971 bis 1975 war er Gesandtschaftsrat in Wien. Von 1975 bis 1976 war er Botschafter in Kuwait. Von 1984 bis 1985 war Paulo Henrique de Parenagué Botschafter in Rabat. 1988 war er Botschafter in Caracas. 1990 wurde er in den Ruhestand versetzt.